# NGC 84
NGC 84 je zvijezda u zviježđu Andromedi.

## Vanjske poveznice
- SEDS: NGC 0084